# 10,5 cm leichte Feldhaubitze 16
El 10,5 cm leichte Feldhaubitze 16 (10,5 cm leFH 16) fue un obús de campaña utilizado por Alemania en la Primera Guerra Mundial y Segunda Guerra Mundial. Fue introducido en 1916 como el sucesor del 10,5 cm Feldhaubitze 98/09, incorporando un cañón más largo lo cual aumentó su alcance máximo de disparo. Presentaba el mismo afuste que el 7,7 cm FK 16.
El Tratado de Versalles limitó al Reichswehr a solo 84 obuses de campaña ligeros, con solo 800 proyectiles de munición por cañón. El leFH 16 se mantuvo como el obús estándar alemán hasta 1937, cuando el 10,5 cm leFH 18 comenzó a reemplazarlo en los batallones de artillería. Los cañones previamente transferidos a Bélgica como parte de la indemnización por los daños causados en la Primera Guerra Mundial fueron recuperados por la Wehrmacht tras la conquista de Bélgica y puestos en servicio bajo el nombre de 10,5 cm leFH 327 (b).